# Северка
Северка (рус. Северка) река је на северозападу европског дела Руске Федерације. Протиче преко територија Волотовског рејона Новгородске и Дедовичког рејона Псковске области. Десна је притока реке Шелоњ, те део басена реке Неве и Балтичког мора.
Свој ток започиње у језеру Должино на западу Волотовског рејона и углавном тече у смеру југозапада. Улива се у Шелоњ код села Северноје Устје након 33 km тока. Укупна површина сливног подручја је 286 km². Њена најважија притока је река Хмељка (дужине 17 km) која се у Северку улива као лева притока на око 20 km узводно од њеног ушћа.